# 로스 매콜
로스 매콜(Ross McCall, 1976년 1월 13일~)은 스코틀랜드의 배우이다.

## 출연 작품
- 결혼 후에 남겨진 것들(2020)
- 헥스(2018)
- 워크 투 베가스 (2017, 7 Days to Vegas)
- 인 엠브리오(2016)
- 미드나잇 인 뉴욕 (2016, A New York Christmas)
- 더 뷰티풀 원스(2016)
- 이츠 낫 유, 이츠 미(2013)
- 게스트 룸(2011)
- 너클 드레거(2009)
- 훌리건스 2(2009)
- 화이트 칼라 1(2009)
- 오텁시(2008)
- 아이콘(2005)
- 스네이크맨(2005)
- 서브머지드(2005)
- 훌리건스(2005)
- 이엠알(2004)
- 치사량(2003)
- 밴드 오브 브라더스(2001)
- 나의 청춘 워터랜드(1992)